# Sumatrakade

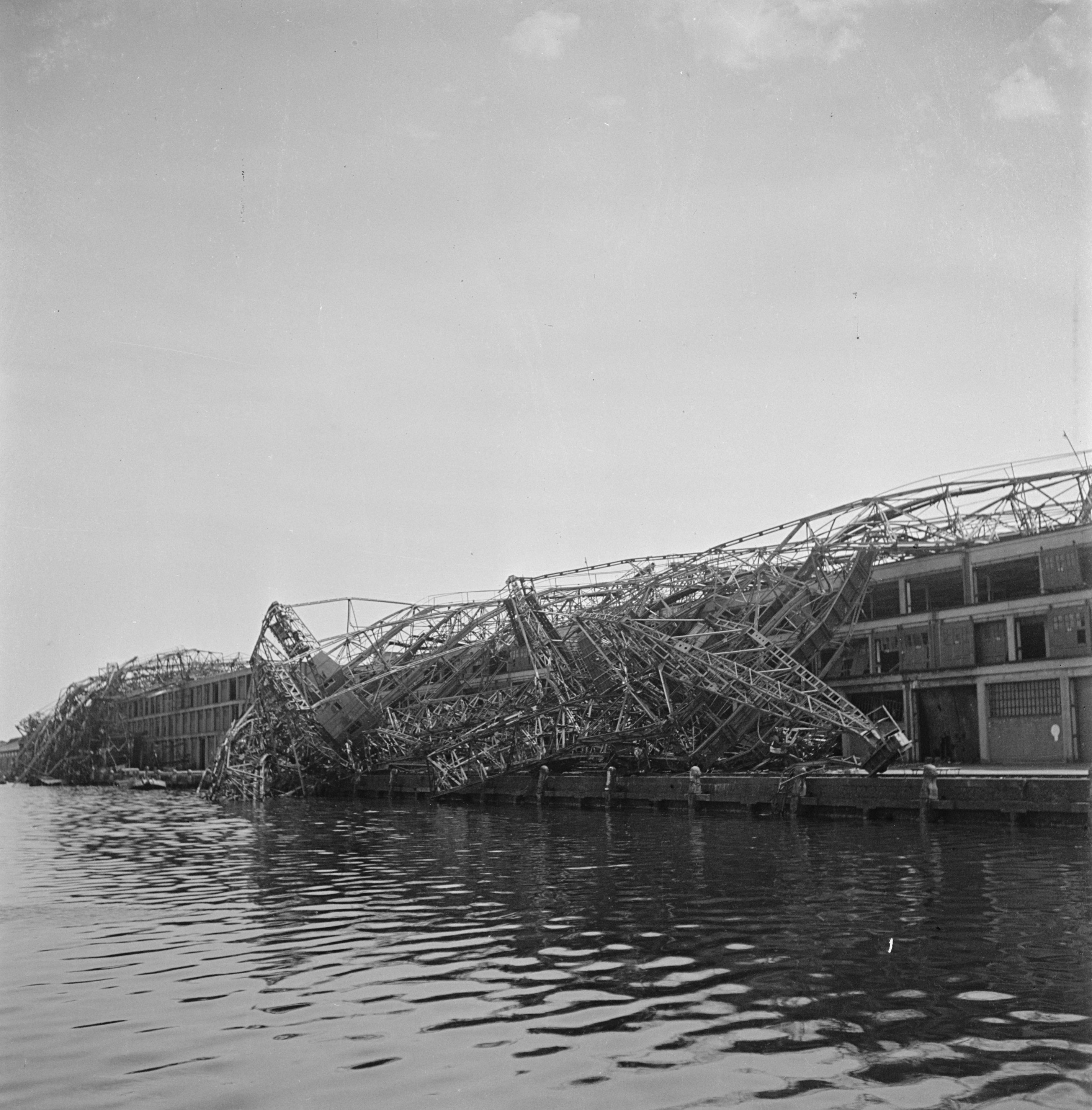
De Sumatrakade met door Duitsers vernielde kranen en loodsen in 1945

De Sumatrakade is een straat in Amsterdam-Oost.

## Geschiedenis en ligging
De straat werd op 26 augustus 1914 per raadsbesluit vernoemd naar het eiland Sumatra, een van de grotere eilanden van de Indische Archipel. De Sumatrakade vormt daarbij de noordelijke begrenzing van een begin 20e eeuw aangelegd schiereiland in het Oostelijk Havengebied. De zuidelijke begrenzing wordt gevormd door de Javakade. Tot in de jaren 1950 vertrokken hier veel zeeschepen, onder andere naar de Indische Archipel, dus ook Sumatra. In 1945 vernielde de Duitse bezetter de infrastructuur van onder andere de Stoomvaart-Maatschappij Nederland, ze werden deels weer opgebouwd.
In de jaren negentig werden de haventerreinen gesaneerd om te gaan dienen tot woningbouw. Het schiereiland kreeg toen de naam Java-eiland.
De kade begint (volgens nummering) in het oosten aan het Azartplein (ten oosten van dat plein gaat de kade verder als Surinamekade). Daarna loopt ze langs het IJ westwaarts tot aan de Tosaristraat met Hotel Jakarta dat een adres heeft aan de Javakade. Ze voert daar bij over een viertal tijdens de sanering gegraven grachten, die overspannen worden door vier door Paul Wintermans ontworpen bruggen:
- brug Serang (brug 1983) over de Seranggracht
- brug Majang (brug 1986) over de Majanggracht
- brug Lamong (brug 1990) over de Lamonggracht
- brug Brantas (brug 1994) over de Brantasgracht

De Sumatrakade is op het Java-eiland voor alle verkeer de enige doorgaande route "vasteland" - Verbindingsdam – Azartplein – Sumatrakade – Jan Schaeferbrug – "vasteland".
Amsterdam-Oost kent ook een Sumatrastraat en een Sumatraplantsoen; deze liggen op het “vasteland”.

## Gebouwen
De Sumatrakade kent alleen oneven huisnummers, ook al was vanaf het begin duidelijk dat er nooit een even zijde zou komen. De huisnummering loopt op tot 1539. Vanuit alle appartementen heeft men zicht op Amsterdam-Noord. Alle gebouwen zijn 20e-eeuws en zijn neergezet in de postmodernistische stijl. Stedenbouwkundige en architect Sjoerd Soeters was verantwoordelijk voor de herinrichting van het eiland en ook voor enkele gebouwen. Zij vallen door het kleurgebruik in de gevels. Zijn gebouwen staan op verschillende plaatsen op het eiland. Het internationale architectenbureau Cruz y Ortiz ontwierp ook een aantal gebouwen, alle in dezelfde stijl, maar eveneens verstrooid over het schiereiland. Ze zijn te herkennen aan het geelachtige baksteen. Vanwege de recente bouw is er nog geen gemeentelijk of rijksmonument te vinden aan deze kade.

## Kunst
In het poortgebouw tussen Imogirituin en de Sumatrakade is een kunstwerk te zien van Claudia Kögel, vijf lichtpilaren met bijbehorende tekst.

## Openbaar vervoer
Op het Azartplein had tram 10 sinds 3 mei 2004 tot 22 juli 2018 haar eindpunt; sindsdien werd dat ingewisseld voor het eindpunt van tram 7. Bus 43 rijdt over de Sumatrakade en het Azartplein, waar ook een IJveer haar aankomst/vertrekplaats heeft richting Zamenhofstraat en is een halte van bus 65.